# Xperia 1
Xperia 1（エクスペリア ワン）は、ソニーモバイルコミュニケーションズによって開発された、第4世代移動通信システム対応のAndroid搭載端末である。2019年（平成31年）2月26日にスペイン・バルセロナの携帯電話展示会「MWC2019」にてソニーモバイルコミュニケーションズよりグローバルモデルが発表された。この時点で日本国内での販売も予告されていた。モデル番号はJ8110、J8170、J9110、SO-03L、SOV40、802SO、並びに特別モデルのXperia 1 Professional EditionことJ9150の7モデルがある。
日本国内ではKDDI・沖縄セルラー電話連合（以下・au）とNTTドコモ、ソフトバンク、ソニーストアから発売されている。

## 概要
本機種はXperiaシリーズのフラッグシップモデルとなる。2019年夏の新商品の1つとして発売された。2019年6月以降世界各地にて発売。
21:9比率の世界初4KHDR対応有機ELディスプレイを搭載している。カメラではXperia初のトリプルレンズカメラで標準、望遠、超広角に切り替えることができる。またスマートフォンとしては世界初の瞳AFに対応した。
また、RAM容量に関しても、Xperia XZ3の4GBから6GBに増強されている。
ストレージ容量は国際版並びにらびにXperia 1 Professional Edition（J9150）が128GBであるのに対し、国内キャリア版は64GBとなっている。
ボディカラーにはブラック、ホワイト、グレー、パープルの4色を展開しているがキャリアにより展開している色数は異なっている。
SIMフリー版とドコモ版、au版のみAndroid 11へのOSアップデートが提供されている。
- 国内au版 (SOV40) 背面
- 同前面

### Xperia 1 Professional Edition (J9150)
2019年10月23日、ソニーモバイルコミュニケーションズより特別モデルとなるSIMフリー端末Xperia 1 Professional Edition (J9150)が発表された。ソニーストアより発売される。

### Xperia 1 (J9110)
2020年8月18日、ソニーよりSIMフリー版Xperia 1 (J9110)が発表された。ソニーストアより発売される。
各モデルの主な違いは下記の通り。
|                                     | NTTドコモ版 （SO-03L） | au版 （SOV40）                    | ソフトバンク版 （802SO）   | Professional Edition （J9150） | 国内SIMフリー版 （J9110） | 海外版 （J8110、J8170）           | 海外版 （J9110）                  |
| ----------------------------------- | ---------------------- | --------------------------------- | -------------------------- | ------------------------------ | ------------------------- | --------------------------------- | --------------------------------- |
| FeliCa                              | 搭載                   | 搭載                              | 搭載                       | 無し                           | 無し                      | 無し                              | 無し                              |
| 放送受信機能 （ワンセグ・フルセグ） | 搭載                   | 搭載                              | 搭載                       | 無し                           | 無し                      | 無し                              | 無し                              |
| ROM                                 | 64GB                   | 64GB                              | 64GB                       | 128GB                          | 128GB                     | 128GB                             | 128GB                             |
| SIMスロット                         | シングル               | シングル                          | シングル                   | デュアル                       | デュアル                  | シングル                          | デュアル                          |
| カラーバリエーション                | ブラック パープル      | ブラック ホワイト パープル グレー | ブラック ホワイト パープル | ブラック                       | ブラック パープル         | ブラック ホワイト パープル グレー | ブラック ホワイト パープル グレー |

## 歴史
- 2019年
  - 2月26日 - スペイン・バルセロナの携帯電話展示会「MWC2019」にてソニーモバイルコミュニケーションズよりグローバルモデルを発表。この時点で日本国内の発売が発表された。
  - 5月10日 - ソフトバンクおよびソニーモバイルコミュニケーションズジャパンよりソフトバンク版（802SO）発表。
  - 5月13日 - KDDI、沖縄セルラー電話およびソニーモバイルコミュニケーションズジャパンよりau版（SOV40）発表。
  - 5月16日 - NTTドコモおよびソニーモバイルコミュニケーションズジャパンよりドコモ版（SO-03L）発表。
  - 5月30日 - 日本国外においてグローバルモデルが発売。
  - 6月14日 - 国内キャリア版（SO-03L、SOV40、802SO）発売。
  - 10月23日 - ソニー、ソニーモバイルコミュニケーションズ、およびソニーマーケティングよりXperia 1 Professional Edition（J9150）発表。
  - 10月25日 - Xperia 1 Professional Edition（J9150）発売。
- 2020年
  - 8月18日 - ソニー、ソニーモバイルコミュニケーションズ、およびソニーマーケティングより国内SIMフリー版（J9110）発表。
  - 8月28日 - 国内SIMフリー版（J9110）発売。

## 不具合

### カメラの不具合
カメラアプリで写真の保存に失敗したり、画像が緑色になる不具合がある。ただし、この現象は外付けのmircoSDに起因するものであり、書き込み・読み出し速度の速いmicroSDを用いれば問題ないことが示されている。